# حوليات عام 1234
تاريخ الرهاوي المجهول أو تاريخ 1234 (باللاتينية: Chronicon ad annum Christi 1234 pertinens)‏ هو تاريخ كلي سرياني لمؤلف مجهول يُظنُ أنه من الرها وفيه سرد للتواريخ منذ بدء الخليقة حتى عام 1234. لم تصلنا منه الا بقايا، مقسمة إلى جزأين: الأول عن تاريخ الكنيسة، والثاني عن التاريخ المدني. في عام 1920 ترجم المستشرق الفرنسي جان باتيست شابوت الجزء الأول، وفي عام 1974 ترجم ألبير أبونا الجزء الثاني.
استند مؤلفه على كتاب اليوبيلات. كما استخدم أيضًا تاريخ ديونيسيوس التلمحري الكنسي المفقود في أحداث القرنين الثامن والتاسع. كما استخدم تاريخ ثيوفيلوس الرهاوي المفقود (ربما من خلال مترجم عربي ) وتاريخ الأزدي. بعض أجزاء تاريخ ثيوفيلوس المفقودة مذكورة في تاريخ الرهاوي المجهول، مثل روايته عن حرب طروادة. استخدم المؤلف أيضًا مراسلات البطريرك السرياني ميخائيل الكبير في أواخر القرن الثاني عشر.
يُعد تاريخ الرهاوي المجهول أفضل مصدر رئيسي للأحداث المحيطة بالحروب الصليبية ومملكة أرمينيا في أواخر القرن الثاني عشر وأوائل القرن الثالث عشر.

## طبعات وترجمات الكتاب
- Anonymi auctoris chronicon ad annum 1234 pertinens [Anonymous Syriac chronicle of 1203-1204], ed. by J.-B. Chabot, Corpus scriptorum christianorum orientalium, Scriptores syri, series iii, 14-15 (Paris, 1920), pp. 118-26 [edition].
- Anonymi auctoris chronicon ad a.c. 1234 pertinens, vol. II, trans. by Albert Abouna, Corpus scriptorum christianorum orientalium, Scriptores syri, tomus 154, vol. 354 (Louvain, 1974) archive.org
- 'Un épisode de l'histoire des croisades, ou la prise d'Edesse en 1144, par l'atabek de Mossoul, d'après une chronique syriaque', trans. by J.-B. Chabot, in Mélanges offerts à m. Gustave Schlumberger, membre de l'Institut, à l'occasion du quatre-vingtième anniversaire de sa naissance (17 octobre 1924), 2 vols (Paris: Geuthner, 1924), I 169-79 [ترجمة جزئية].
- A. S. Tritton and H. A. R. Gibb (trans.), 'The First and Second Crusades from an Anonymous Syriac Chronicle', Journal of the Royal Asiatic Society of Great Britain and Ireland, 1 (January 1933), 69-101; 2 (April 1933), 273-305 [ترجمة جزئية].

## روابط خارجية
- تاريخ 1234 في موسوعة الأدب السرياني